# Daniele Luchetti
Daniele Luchetti, né le 25 juillet 1960 à Rome est un réalisateur, metteur en scène et acteur italien.

## Biographie
Daniele Luchetti commence sa carrière comme assistant de mise en scène pour des productions mineures, étrangères ou pour la télévision.
Dans les années 1980, il suit une formation à l'école de mise en scène. Son premier film sort en 1988 et s'intitule Domani accadrà (Demain arrivera).
En 1991, Daniele Luchetti réalise un second film dans lequel il critique les mécanismes pervers de la politique. Ce film gagne le Prix David di Donatello en tant que meilleur scénario et producteur interprète. Daniele Luchetti a également réalisé quelques documentaires.

## Filmographie partielle

### Comme réalisateur
- 1988 : Domani, domani (Domani accadrà)
- 1990 : La Semaine du Sphinx (La settimana della sfinge)
- 1991 : Le Porteur de serviette (Il portaborse)
- 1993 : Arriva la bufera
- 1995 : La scuola
- 1998 : I piccoli maestri (it)
- 2002 : Dillo con parole mie (it)
- 2006 : Mon frère est fils unique (Mio fratello è figlio unico)
- 2010 : La nostra vita (compétition officielle Cannes 2010)
- 2013 : Ton absence (Anni felici)
- 2015 : Chiamatemi Francesco (it)
- 2018 : Io sono Tempesta (it)
- 2019 : Momenti di trascurabile felicità (it)
- 2020 : Les Liens qui nous unissent (Lacci)
- 2023 : Raffa (documentaire biographique sur Raffaella Carrà)
- 2024 : Confidenza

### Comme acteur
- 2009 : Question de cœur (Questione di cuore), de Francesca Archibugi

## Distinctions
- David di Donatello du meilleur réalisateur débutant en 1988 pour Domani, domani (Domani accadrà).
- Nomination au Ruban d'argent du meilleur nouveau réalisateur en 1988 pour Domani, domani (Domani accadrà).
- David di Donatello du meilleur scénario en 1992 pour Le Porteur de serviette (Il portaborse).
- Nomination au David di Donatello du meilleur réalisateur en 1992 pour Le Porteur de serviette (Il portaborse).
- Nomination au Ruban d'argent du meilleur scénario en 1992 pour Le Porteur de serviette (Il portaborse).
- Nomination au Ruban d'argent du meilleur scénario en 1996 pour La scuola.
- Nomination au Ruban d'argent du meilleur réalisateur en 1996 pour La scuola.
- David di Donatello du meilleur scénario en 2008 pour Mon frère est fils unique (Mio fratello è figlio unico).
- Nomination au David di Donatello du meilleur film en 2008 pour Mon frère est fils unique (Mio fratello è figlio unico).
- Nomination au David di Donatello du meilleur réalisateur en 2008 pour Mon frère est fils unique (Mio fratello è figlio unico).
- Ruban d'argent du meilleur scénario en 2008 pour La Fille du lac (La ragazza del lago) et Mon frère est fils unique (Mio fratello è figlio unico).
- Nomination au Ruban d'argent du meilleur réalisateur en 2008 pour Mon frère est fils unique (Mio fratello è figlio unico).
- David di Donatello du meilleur réalisateur en 2010 pour La nostra vita.
- Nomination au David di Donatello du meilleur film en 2010 pour La nostra vita.
- Nomination au David di Donatello du meilleur scénario en 2010 pour La nostra vita.
- Nomination au Ruban d'argent du meilleur scénario en 2010 pour La nostra vita.
- Nomination au Ruban d'argent du meilleur réalisateur en 2010 pour La nostra vita.
- Nomination au Ruban d'argent du meilleur scénario en 2014 pour Ton absence (Anni felici).
- Nomination au Ruban d'argent du meilleur réalisateur en 2014 pour Ton absence (Anni felici).